# Католицизм в Гоа
Католицизм в Гоа имеет длительную историю.

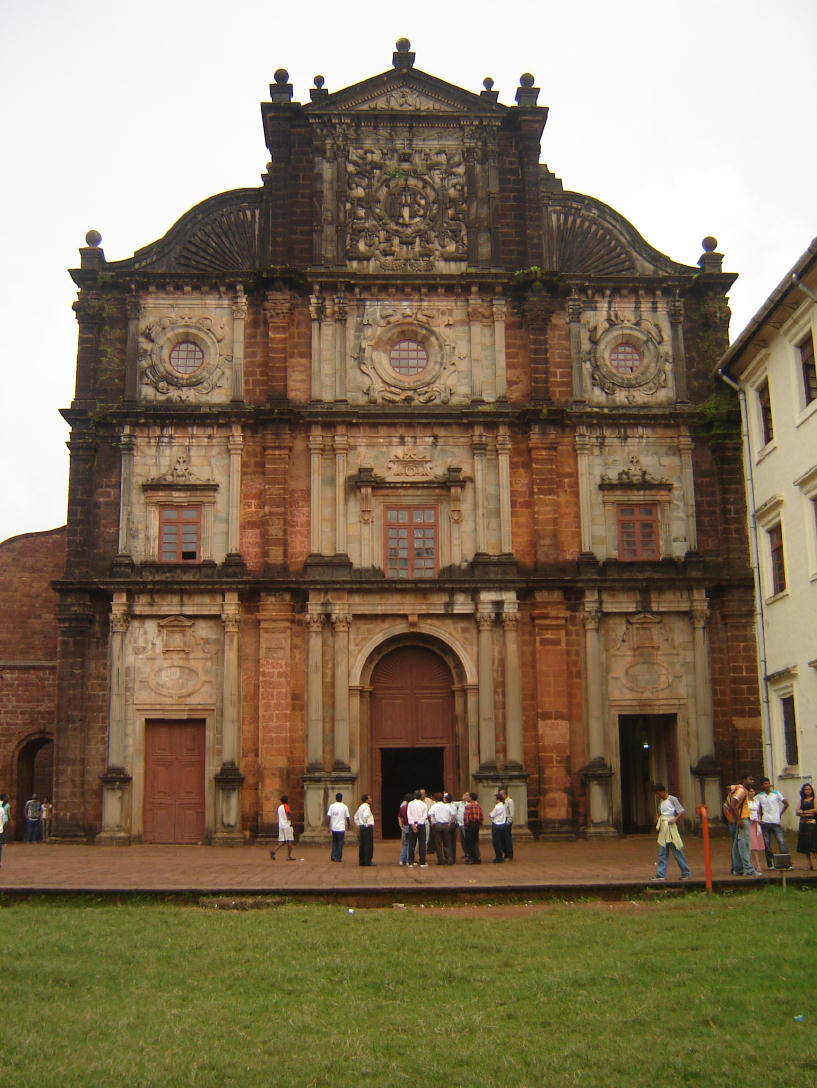
Базилика Бон-Жезуш

Первые католики появились в Гоа после колонизации Португалией в 1510 году. В 1533 году была учреждена епархия Гоа.
В Гоа католицизм является крупнейшей христианской конфессией и уступает по численности прихожан только индуистам.
В городах есть действующие католические соборы, крупнейший из которых — собор Святой Екатерины, в Гоа-Велья.
Известной также является базилика Бон-Жезуш.

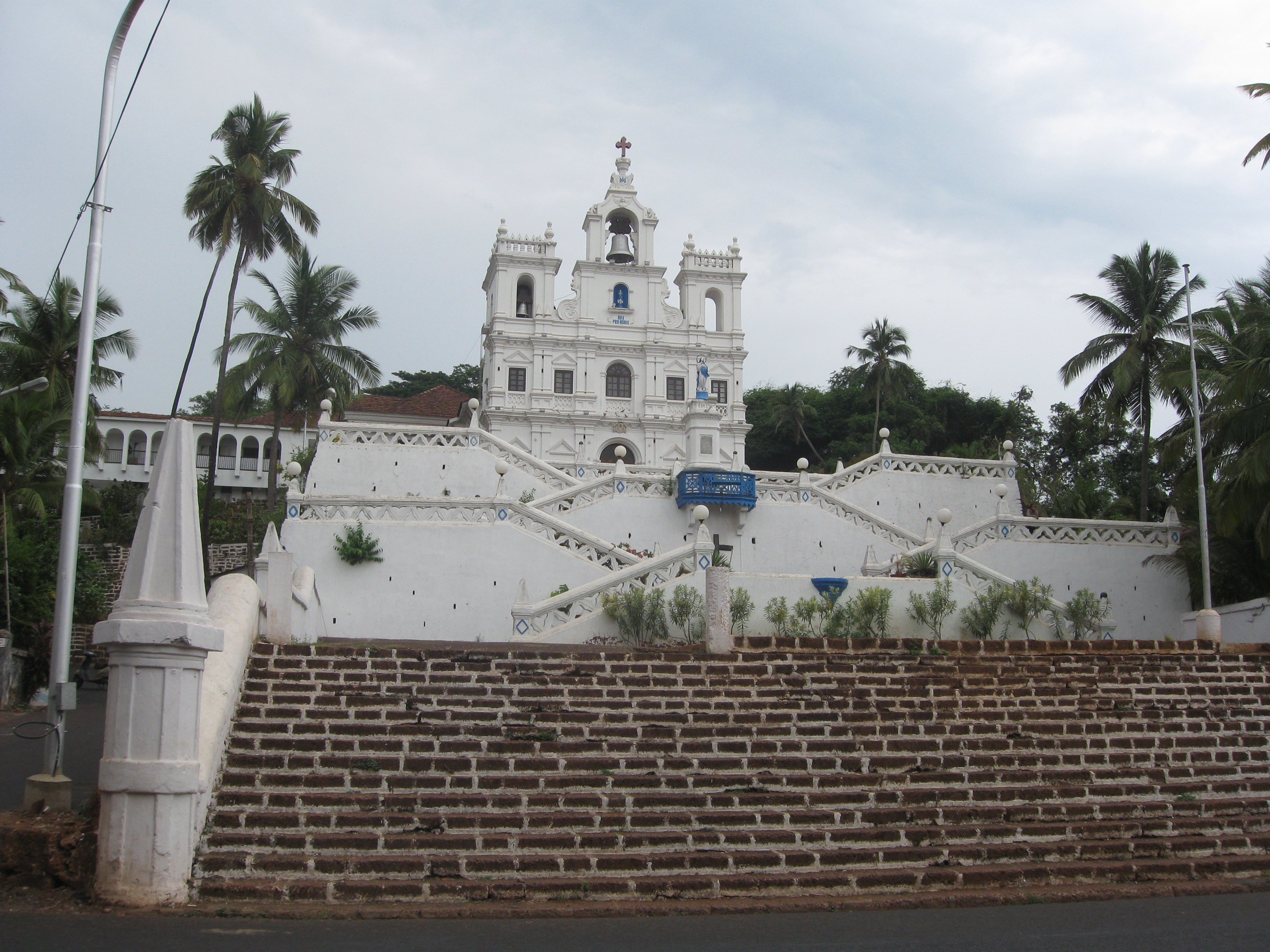
Одна из старейших римско-католических церквей в Гоа — храм Богоматери Непорочного Зачатия в Панаджи